# Kangarosa yannicki
Kangarosa yannicki Framenau, 2010 è un ragno appartenente alla famiglia Lycosidae.

## Etimologia
Il nome proprio della specie è in onore del figlio del descrittore: Yannick Maxwell Framenau.

## Caratteristiche
L'olotipo femminile rinvenuto ha lunghezza totale è di 9,13mm; la lunghezza del cefalotorace è di 5,00mm, e la larghezza è di 3,81mm.

## Distribuzione
La specie è stata reperita in Australia meridionale: sulla Sandy Hill Road, nel territorio della catena montuosa delle McPherson Range, appartenente al Nuovo Galles del Sud.

## Tassonomia
Al 2017 non sono note sottospecie e dal 2010 non sono stati esaminati nuovi esemplari.